# Masvingo (province)
Cet article concerne la province. Pour la ville, voir Masvingo.
Masvingo (anciennement Victoria) est une province du Zimbabwe située dans le sud-est du pays. Sa capitale est la ville éponyme de Masvingo. 
La province de Masvingo, autrefois dénommée province de Victoria (avant 1982), borde le Mozambique sur sa frontière orientale et les provinces du Matabeleland méridional au sud, de Midlands au nord et à l'ouest et de Manicaland au nord-est. On y trouve notamment le Grand Zimbabwe, le monument qui donna son nom au pays en 1980. 
La province de Masvingo dispose d'un aéroport (code AITA : FTV).

## Histoire

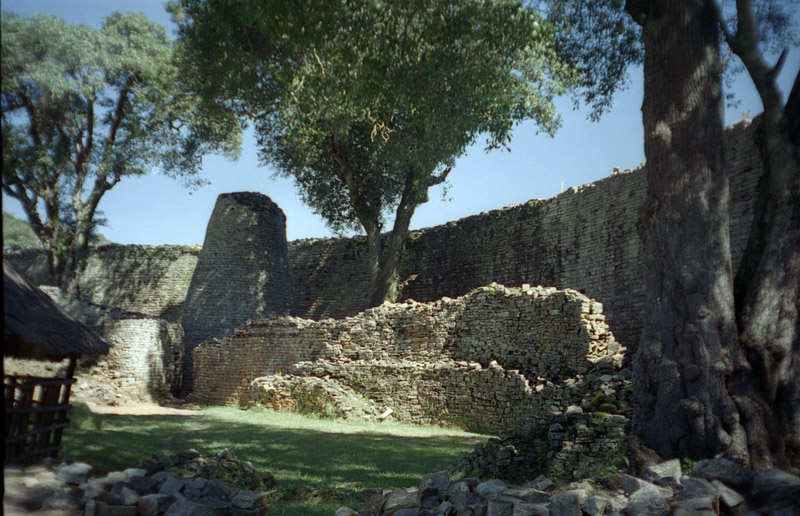
Ruines du Grand Zimbabwe situées dans la province.

La ville de Masvingo a été fondée en 1890 et a été la première grande colonie de Rhodésie établie par la colonne Pioneer de la BSAC, ce qui en fait la plus ancienne ville du Zimbabwe. Elle a d'abord été nommée Fort Victoria d'après la reine Victoria.
La province est en grande partie peuplée par des membres de la tribu Karanga, qui est la tribu la plus populeuse du Zimbabwe, et sont un sous-groupe des tribus parlant shona qui comprennent également les Zezuru, Manyika et Ndau. 
La province de Masvingo, connue avant 1982 sous le nom de province de Victoria, se trouve dans le veld sec, au sud du Zimbabwe. Les limites en ont été légèrement modifiées dans les années 1980. De l'installation des premiers colons d'origine européennes dans les années 1890 jusqu'au début des années 2000, la plus grande partie de la zone était consacrée à l'élevage de bétail, à l'exploitation minière et à la culture de la canne à sucre (irriguée à Mutirikwi) et aux zones communales où l'agriculture de subsistance est pratiquée. Avec les réformes agraires du début du XXIe siècle, les grandes exploitations bovines et mixtes sont redistribuées aux petits agriculteurs.

## Géographie

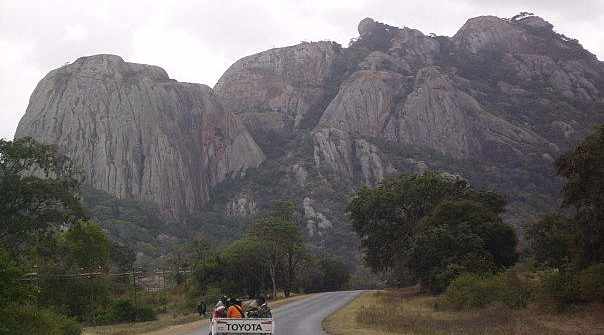
Paysage le long de l'autoroute A1 entre Beitbridge et Masvingo, 2006.

Masvingo (anciennement Fort Victoria) est la capitale de la province. Chiredzi et Triangle sont d'autres grandes villes de la province.

### Climat
La province de Masvingo est située dans le bas veld du pays où les précipitations sont minimes et incertaines. Une grande partie de la partie sud de la province est sujette à la sécheresse, définie comme région 5 dans les régions climatiques du pays. Par conséquent, la plupart des régions de la province sont généralement impropres à l'agriculture, à l'exception de l'élevage de bétail. Masvingo a la plus grande partie de la population instruite au Zimbabwe,,. Les domaines d'Hippo Valley à Chiredzi et Triangle utilisent l'eau du lac Kyle pour l'irrigation.

## Subdivisions

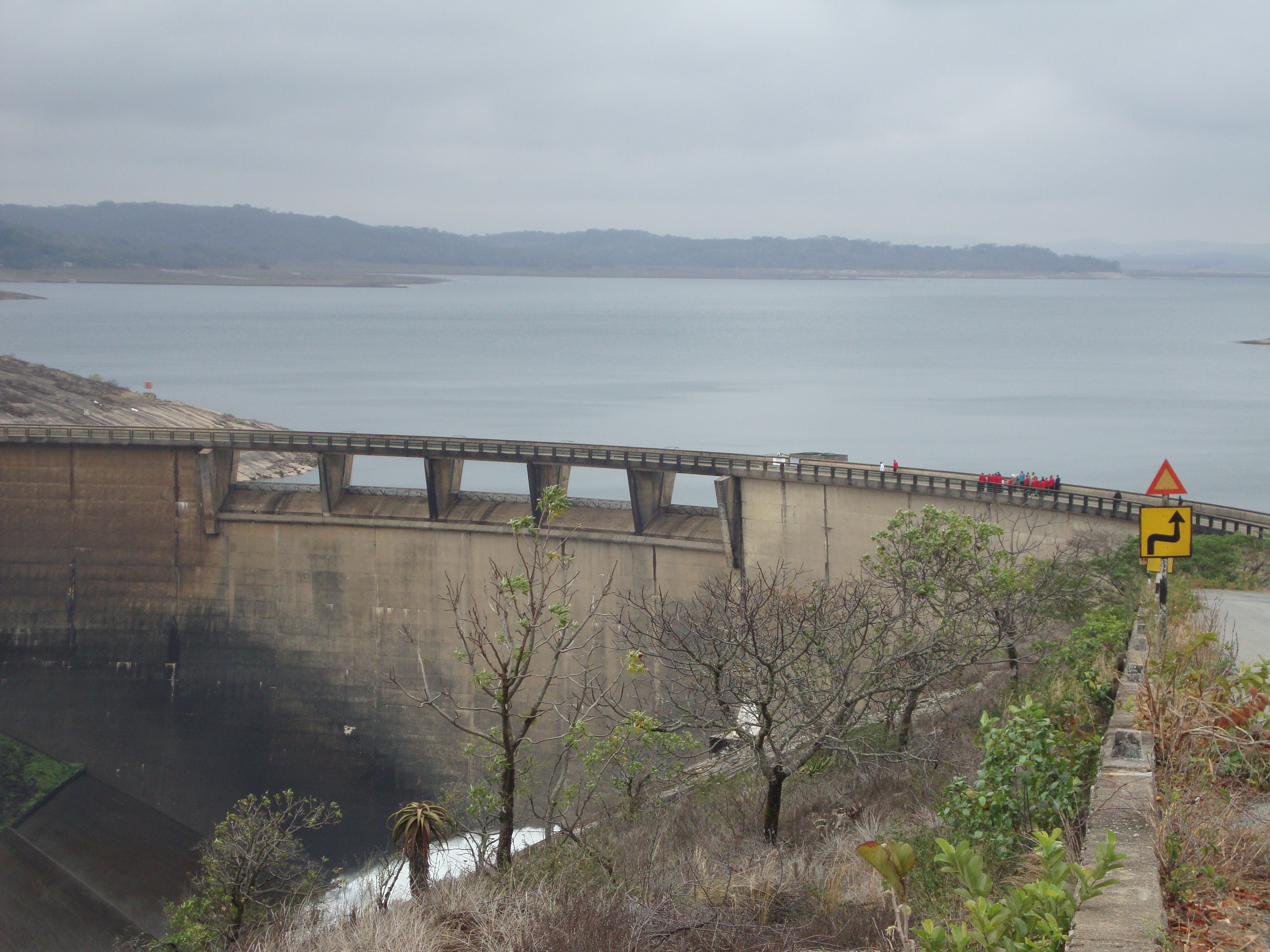
Barrage de Kyle dans la province de Masvingo.

La province de Masvingo est divisée en sept districts :
- District de Bikita
- District de Chiredzi
- District de Chivi
- District de Gutu
- District de Masvingo
- District de Mwenezi
- District de Zaka